# Ischia (Pergine Valsugana)
Ischia (fersentalerisch Istscha, nach trent. Aussprache, deutsch veraltet Au) ist eine Fraktion von Pergine Valsugana im Trentino und liegt am Ostufer des Caldonazzosees auf 528 m s.l.m.
Ende 2005 hatte Ischia 429 Einwohner. Von Ischia kann man den Caldonazzosee gut überblicken. Um Ischia befinden sich die kleinere Siedlungen, wie Pozza, Zava, Visintainer und San Cristoforo al Lago. In den Feldern von Ischia werden Äpfel, Kirschen und Wein angebaut.  

## Geschichte
Ischia war auch in der Antike besiedelt und bis 1928 selbstständige Gemeinde. Die Pfarrkirche zum Heiligen Stephanus ist seit 1471 belegt. Nach mehreren Umbauten wurde sie im 20. Jahrhundert von Metodio Ottolini mit Fresken ausgestattet.

## Bildergalerie

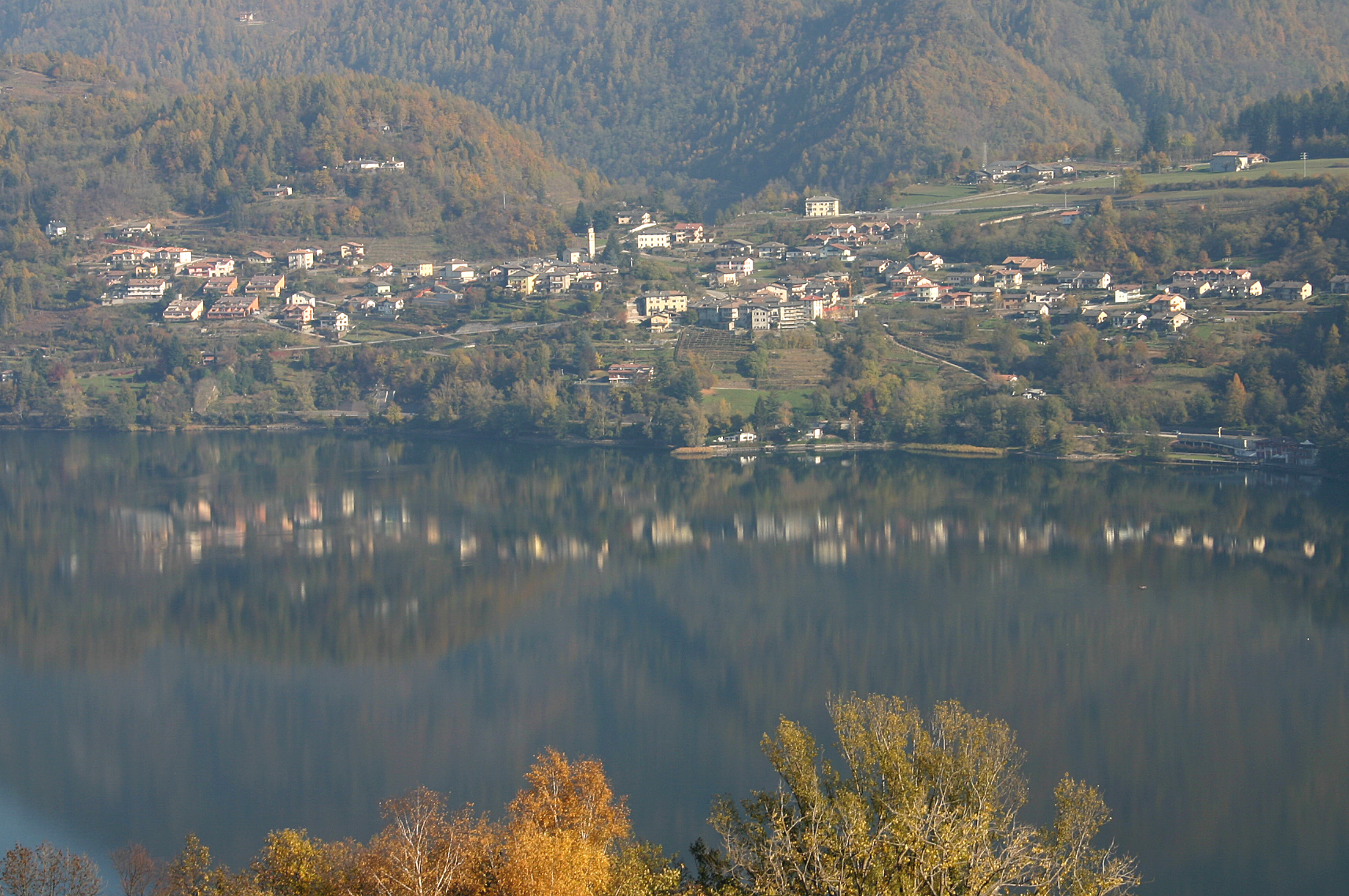
Ischia von Santa Caterina aus gesehen
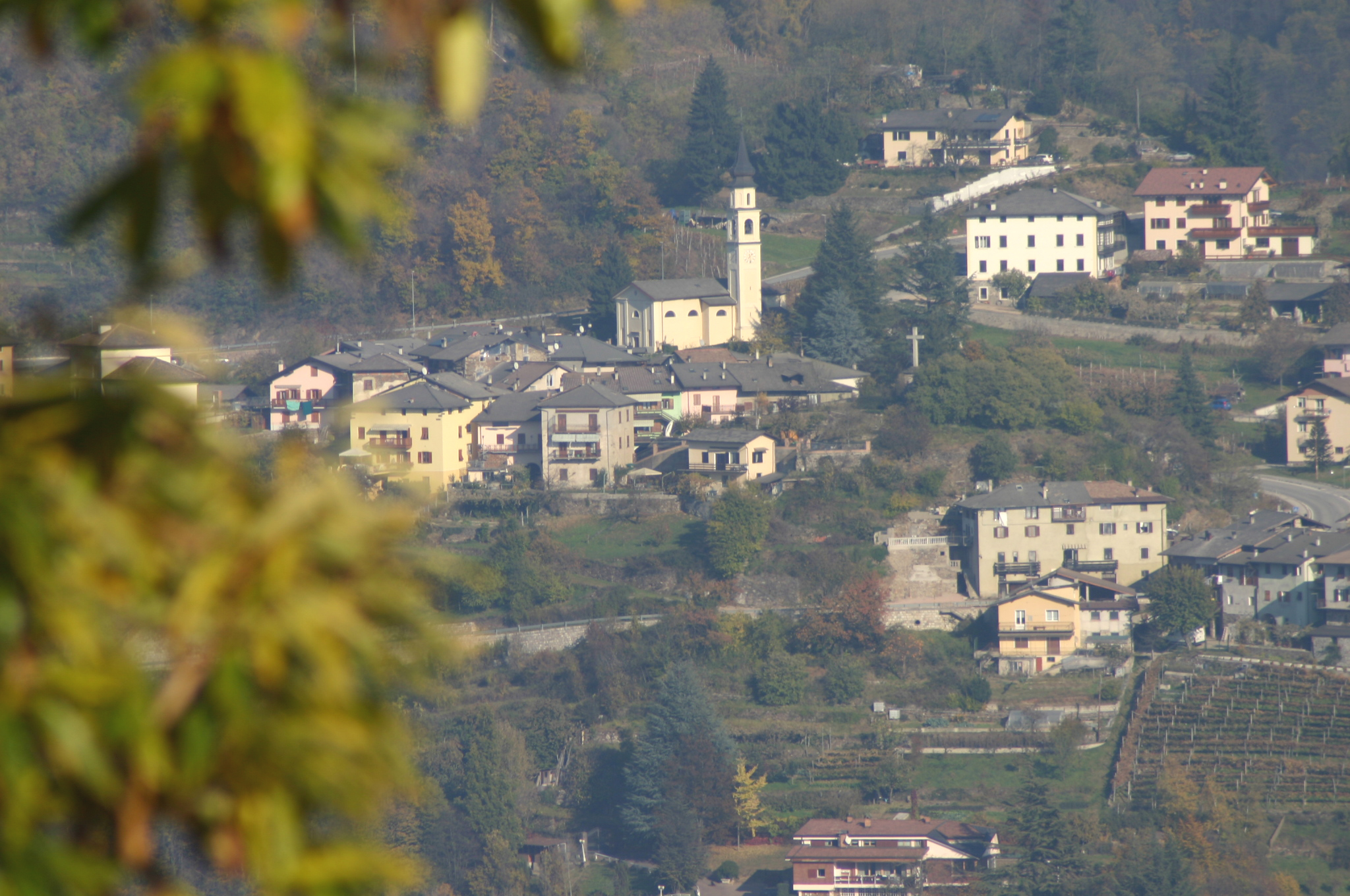
Ischia von Santa Caterina aus gesehen